# Kim Min-čong (judista)
Kim Min-čong (* 1. září 2000 Soul) je jihokorejský zápasník–judista, stříbrný medailista z letních olympijských her 2024 v těžké váze.

## Sportovní kariéra
Vyrůstal v soulské čtvrti Mačang-tong (마장동) v rodině řezníka. V deseti letech ho rodiče dali na judo kvůli nadváze, vážil 70 kg. Vrcholově se judu začal věnovat na střední škole Po-song (보성고등학교) ve čtvrti Song-pa (송파구) a od 19 let pokračoval v tréninku na univerzitě Jongin. V jihokorejské mužské reprezentaci se prosazuje od svých 18 let od roku 2018. Jeho trenérem v reprezentaci je Kim Jong-hun.

### Vítězství
- 2018 – 1× světový pohár (Hong-Kong)
- 2019 – 1× světový pohár (Chöch chot)

## Výsledky
| Turnaj            | 2017       | 2018       | 2019       |
| Turnaj            | 17         | 18         | 19         |
| Turnaj            | těžká váha | těžká váha | těžká váha |
| ----------------- | ---------- | ---------- | ---------- |
| Olympijské hry    |            |            |            |
| Mistrovství světa | —          | úč.        | 3.         |
| Asijské hry       |            | —          |            |
| Mistrovství Asie  | —          |            | 3.         |
| Univerziáda       |            |            | 3.         |
| MS juniorů        | —          | —          |            |
| MS dorostenců     | 1.         |            |            |